# Premi Soler i Estruch
El premi Soler i Estruch de narrativa és un premi literari en català convocat per Castelló, Ribera Alta. Duu el nom del professor i escriptor Eduard Soler i Estruch.
Té l'origen en uns jocs florals en els quals la persona guanyadora escollia la reina de les festes. A partir de l'any 2010, en la 54a edició, va prendre una embranzida amb la publicació de l'obra guanyadora per part d'Edicions del Bullent. El 2014 hi hagué un intent per part del govern municipal de canviar el nom del premi pel de Villanueva de Castellón el que originà la dimissió del jurat i una moció aprovada per unanimitat a l'ajuntament de Carcaixent demanant la restitució del nom al premi.

## Llibres guardonats
- 2009: El vol de les papallones, de Maurici Belmonte Monar.[2]
- 2010: Efectes secundaris, de Jovi Lozano-Seser.[3]
- 2011: Humors agres, de Sico Fons.[4]
- 2012: Pell de gat, Maria Victòria Lovaina.[5]
- 2013: Tot interior, d'Enric Camps.[6]
- 2014: [no es va entregar][1]
- 2015: Vestida de lluna, d'Elvira Cambrils.[6]
- 2016: La llum de les estrelles mortes, de Josep Manel Vidal i Joan.[7]
- 2017: Set Pecats, de Carles Castell.[8][9]
- 2018: Un bri d'esperança, d'Agustí Colomer.[10]
- 2019: Dissabte, jazz, de Rafa Gomar.[11]
- 2020 De persones i dimonis, de Modest Barrera Aymerich.[12]
- 2021 La dona invisible de Mònica Richart.[13]
- 2022 La nova mestra, de Carme Cardona Bartual.[14]
- 2023 Amagats, de Santi Baró i Raurell[15]
- 2024 L'estiu del turc, de Lliris Picó i Carbonell[16]